# تاج الأميرة شويكار
تاج الأميرة شويكار هو أحد أهم المجوهرات الملكية للأسرة العلوية الموجودة حالياً في متحف المجوهرات الملكية بالأسكندرية.

## مالك التاج
يعد تاج الأميرة شويكار أحد أضخم تيجان الأسرة العلوية. صاحبته هي الأميرة شويكار الزوجة الأولي للملك فؤاد الأول حتي تمت مصادرته عقب ثورة 23 يوليو و أصبح من بعدها ملك للدولة المصرية.

## وصف التاج
التاج مصنوع من البلاتين و مرصع ب 2159 حجر من الألماس و 11 حبة لؤلؤ طبيعي ؛ و مصاحب للتاج قرطيين من نفس الشكل.

## العرض
يعد التاج أحد أهم القطع المعروضة في متحف المجوهرات الملكية بالإسكندرية منذ أعادة أفتتاحه عام 2014.